# Vixniovi (Astracan)
|  | Per a altres significats, vegeu «Vixniovi». |

Vixniovi (en rus: Вишнёвый) és un poble (un possiólok) de l'óblast d'Astracan, a Rússia, segons el cens del 2010 tenia 445 habitants.